# 1934 au cinéma
| Années du cinéma : 1931 - 1932 - 1933 - 1934 - 1935 - 1936 - 1937    |
| Décennies du cinéma : 1900 - 1910 - 1920 - 1930 - 1940 - 1950 - 1960 |

Cet article présente les faits marquants de l'année 1934 au cinéma.

## Événements
- 16 mars : sixième remise des Oscars. Cavalcade, meilleur film. Charles Laughton et Katharine Hepburn, meilleurs acteurs pour 1933.
- 9 juin : première apparition du personnage d'animation Donald Duck — petit rôle dans The Wise Little Hen.
- 1er juillet : aux États-Unis, le code Hays, ou Motion Picture Production Code, entre en vigueur. Il sera réécrit en 1966.
- 5 septembre : Le Triomphe de la volonté, documentaire à la gloire d’Hitler de Leni Riefenstahl.

## Principaux films de l'année
- Angèle de Marcel Pagnol avec Fernandel (septembre).
- Cléopâtre de Cecil B. DeMille avec Claudette Colbert (16 août).
- De Jantjes de Jaap Speyer avec Fien de la Mar (deuxième film parlant aux Pays-Bas).
- Filasse (De Witte de Jan Vanderheyden et Edith Kiel avec Jef Bruyninckx et Nand Buyl (premier film parlant néerlandophone en Belgique).
- Histoire d'herbes flottantes (Ukigusa monogatori) de Yasujiro Ozu (23 novembre à Tokyo).
- Hitler, le règne de la terreur (Hitler's Reign of Terror) de Cornelius Vanderbilt IV et Michael Mindlin.
- Images de la vie (Imitation of Life) de John M. Stahl avec Claudette Colbert.
- Jeanne de Georges Marret avec Gaby Morlay.
- Judex 34 de Maurice Champreux.
- L'Ennemi public no 1 (Manhattan Melodrama). de W. S. Van Dyke avec Clark Gable, William Powell et Myrna Loy.
- L'Introuvable de W.S. Van Dyke avec William Powell.
- La Dame aux camélias d’Abel Gance.
- L'Atalante de Jean Vigo avec Michel Simon.
- La Reine Christine de Rouben Mamoulian avec Greta Garbo (avril).
- La Veuve joyeuse (The Merry Widow) d'Ernst Lubitsch avec Jeanette Mac Donald et Maurice Chevalier (11 octobre).
- Le Chant du Danube, d'Alfred Hitchcock
- Le Grand jeu de Jacques Feyder.
- Joyeux Garçons, comédie musicale de Grigori Aleksandrov (25 décembre à Moscou).
- Les Misérables de Raymond Bernard avec Harry Baur et Charles Vanel, Charles Dullin et Marguerite Moreno. (3 février).
- Liliom de Fritz Lang.
- L'Homme d'Aran, film documentaire de Robert Flaherty (30 avril à Londres).
- L'homme qui en savait trop d'Alfred Hitchcock (22 décembre).
- L'Île au trésor de Victor Fleming.
- L'Impératrice rouge (Scarlet Empress) de Josef von Sternberg avec Marlène Dietrich (14 septembre à Hollywood).
- Madame Bovary de Jean Renoir avec Valentine Tessier, Max Dearly, Pierre Renoir (4 janvier).
- New York-Miami (It Happened One Night) de Frank Capra avec Claudette Colbert et Clark Gable (22 février à New York).
- Tartarin de Tarascon de Raymond Bernard avec Raimu (décembre).
- Le Voile des illusions (The Painted Veil) de Richard Boleslawski, d'après le roman de Somerset Maugham, avec Greta Garbo, George Brent et Herbert Marshall.
- Zouzou de Marc Allégret avec Joséphine Baker et Jean Gabin.

## Récompenses

### Oscars
- Cérémonie du 28 février 1935 :
  - Meilleur film : New York-Miami (It Happened One Night) de Frank Capra
  - Meilleure actrice : Claudette Colbert, New York-Miami (It Happened One Night)
  - Meilleur acteur : Clark Gable, New York-Miami (It Happened One Night)
  - Meilleur réalisateur : Frank Capra, New York-Miami (It Happened One Night)

### Autres récompenses
- Festival de Venise : L'Homme d'Aran, film documentaire de Robert Flaherty

## Principales naissances

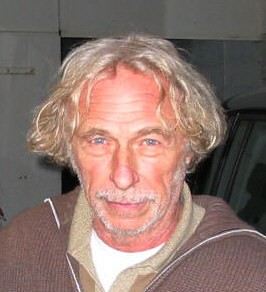
Pierre Richard, né le

- 4 janvier : Zourab Tsereteli, artiste russe et géorgien († 22 avril 2025).
- 20 janvier : Tom Baker
- 17 février : Alan Bates († 27 décembre 2003).
- 26 février : Mohammed Lakhdar-Hamina († 23 mai 2025).
- 26 mars : Alan Arkin († 29 juin 2023).
- 29 mars : Richard Chamberlain († 29 mars 2025).
- 11 avril : Richard Karron († 1er mars 2017).
- 24 avril : Shirley Maclaine
- 12 juin : Nicole Berger († 13 avril 1967).
- 15 juin : Guy Bedos († 28 mai 2020).
- 16 juin : Bill Cobbs
- 29 juin : Corey Allen († 27 juin 2010).
- 1er juillet :
  - Claude Berri († 12 janvier 2009).
  - Sydney Pollack († 26 mai 2008).
- 25 juillet : Claude Zidi
- 5 août : Biruta Veldre
- 11 août : Danilo Stojković († 16 mars 2002).
- 16 août : Pierre Richard
- 24 août : Kenny Baker (mort le 13 août 2016).
- 20 septembre : Sophia Loren
- 28 septembre : Brigitte Bardot
- 20 octobre : Timothy West († 12 novembre 2024).
- 11 novembre : Nadine Trintignant
- 13 novembre : Garry Marshall († 19 juillet 2016).
- 9 décembre : Judi Dench
- 14 décembre : Shyam Benegal
- 28 décembre : Maggie Smith († 27 septembre 2024).

## Principaux décès
- 5 octobre : Jean Vigo, réalisateur français.